# Sangala caelisigna
Sangala caelisigna là một loài bướm đêm trong họ Geometridae.